# Fahrradfreundlicher Arbeitgeber

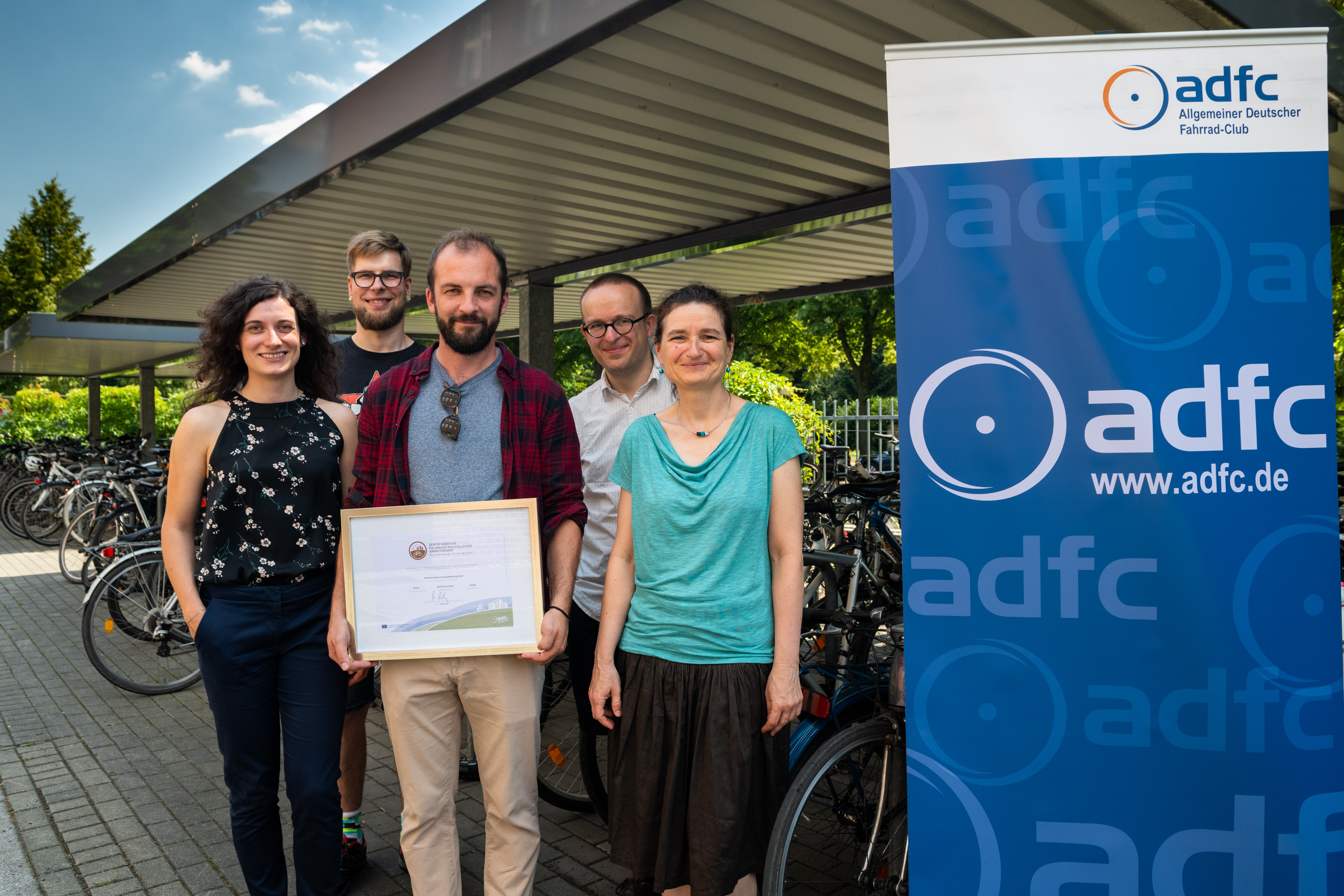
Verleihung des Zertifikats „Fahrradfreundlicher Arbeitgeber“

Fahrradfreundlicher Arbeitgeber ist eine Initiative des ADFC zur Radverkehrsförderung in Unternehmen in Deutschland. Unter der seit 2017 bestehenden Kampagne Cycle-friendly employer (CFE) certification scheme des Europäischen Dachverbandes ECF existieren vergleichbare Initiativen in 13 weiteren EU-Staaten (Stand Juli 2019).
Die Kampagne wird im Rahmen des Programms Intelligent Energy Europe (IEE) von der Europäischen Kommission gefördert.
Neben einem kostenfreien Handbuch, das Maßnahmen in verschiedenen Aktionsfeldern zur Verbesserung der Fahrradfreundlichkeit in Unternehmen aufzeigt, werden von der Initiative auch individuelle Beratungsdienstleistungen und Workshops angeboten. Zu diesen Maßnahmen zählen z. B.:
- Umkleide-, Wasch- und Duschmöglichkeiten für die Mitarbeiter
- Überdachte, sichere Fahrradabstellanlagen
- Fahrradreparaturmöglichkeiten

Die Zertifizierung selbst kann je nach Umfang der umgesetzten Maßnahmen in drei verschiedenen Stufen (Gold, Silber, Bronze) erfolgen und kann nach drei Jahren online erneuert werden. Spätestens nach sechs Jahren ist eine Rezertifizierung durch Vor-Ort-Audit nötig. Mit der Zertifizierung können Arbeitgeber nach außen darstellen, dass sie beispielsweise durch Reduzierung des PKW-Pendlerverkehrs etwas für die Umwelt tun, Gesundheitsvorsorge bei den Angestellten durch mehr Bewegung fördern und gegebenenfalls auch wirtschaftlich durch weniger Parkflächen und Dienst-PKW profitieren.
In Deutschland gibt es inzwischen mehr als 170 zertifizierte Fahrradfreundliche Arbeitgeber.